# Arthur Crudup
Arthur William "Big Boy" Crudup (Forest (Mississippi), 24 augustus 1905 – Nassawadox, 28 maart 1974) was een Amerikaanse  blueszanger, songwriter en gitarist in de stijl van de deltablues. Buiten blueskringen is hij vooral bekend als componist van liedjes als "That's All Right" (1946), "My Baby Left Me" en "So Glad You're Mine", die door Elvis Presley en andere artiesten werden gecoverd.

## Jeugd
Crudup werd geboren op 24 augustus 1905 in Union Grove in Forest, een stad in de staat Mississippi. Zijn ouders waren arbeidsmigranten die door het zuiden en midwesten van de Verenigde Staten reisden. Het gezin keerde in 1926 terug naar zijn geboortestreek. Crudup zong gospelmuziek en kreeg gitaarles bij een plaatselijke bluesman Papa Harvey. Hij speelde later in danszalen en cafés in Forest tot hij rond 1940 naar Chicago verhuisde. 

## Muzikale carrière
Hij begon zijn carrière als blueszanger in Clarksdale in de staat Mississippi. Als lid van de Harmonizing Four tourde  hij in 1939 naar Chicago. Hij bleef in Chicago om als solomuzikant te werken, maar verdiende nauwelijks de kost als straatzanger. De platenproducent Lester Melrose zou hem hebben gevonden toen Crudup in een verpakkingskrat woonde. Lester stelde hem voor aan Hudson Whittaker, beter bekend als Tampa Red, en bood hem een platencontract aan bij het Bluebird-label van RCA Victor. 

### Opnames
Hij nam eind jaren 1940 op bij RCA en begin 1950 bij Ace Records, Checker Records en Trumpet Records. Hij toerde door zwarte clubs in het Zuiden en speelde soms met Sonny Boy Williamson II en Elmore James. Hij nam ook op onder de namen Elmer James en Percy Lee Crudup. Zijn liedjes "Mean Old 'Frisco Blues", "Who's Been Foolin' You" en "That's All Right" waren populair in het Zuiden. Deze en zijn andere nummers "Rock Me Mama", "So Glad You're Mine" en "My Baby Left Me" zijn opgenomen door vele artiesten, waaronder Elvis Presley, Slade, Elton John en Rod Stewart.
Crudup stopte met opnemen in de jaren vijftig vanwege geschillen over royalty's. Hij zei: "Ik besefte dat ik iedereen rijk maakte, en hier was ik arm". Zijn laatste sessie in Chicago was in 1951. Zijn opnamesessies van 1952-1954 voor Victor vonden plaats op radiostation WGST in Atlanta in Georgia. Hij keerde terug om op te nemen voor Fire Records en Delmark Records. Hij toerde in 1965 en werd soms bestempeld als "The Father of Rock and Roll", hetgeen hij met enige verbijstering accepteerde. Gedurende deze tijd werkte Crudup als arbeider om het lage loon dat hij als zanger ontving aan te vullen (hij ontving geen royalty's). Hij verhuisde later met zijn gezin, drie zonen  en een aantal van zijn broers en zussen naar Virginia,  waar hij werkte als landarbeider.
In 1968 ging bluespromotor Dick Waterman een juridische strijd aan voor de royalty's van Crudup en bereikte een overeenkomst waarbij Crudup $ 60.000 zou krijgen. Hill and Range Songs, waarvan hij de royalty's zou krijgen, weigerde echter op het laatste moment de juridische papieren te ondertekenen, omdat het bedrijf dacht niet meer geld te kunnen verliezen aan juridische stappen. In het begin van de jaren zeventig hielpen twee activisten uit Virginia, Celia Santiago en Margaret Carter, Crudup in een poging royalty's te verwerven die hij volgens hem verschuldigd was, met weinig succes. In 1971 had hij door tussenkomst van de Songwriters Guild of America (toen nog de American Guild Of Authors And Composers genoemd) meer dan $ 10.000 aan achterstallige royalty's geïnd.
Tijdens een reis naar het Verenigd Koninkrijk in 1970 nam Crudup "Roebuck Man" op met lokale muzikanten. Zijn laatste professionele opdrachten waren bij Bonnie Raitt. Hij besefte dat zijn fortuin niet zou veranderen en zei in 1970: "Ik ben arm geboren, ik leef arm en ik zal arm sterven."

## Dood

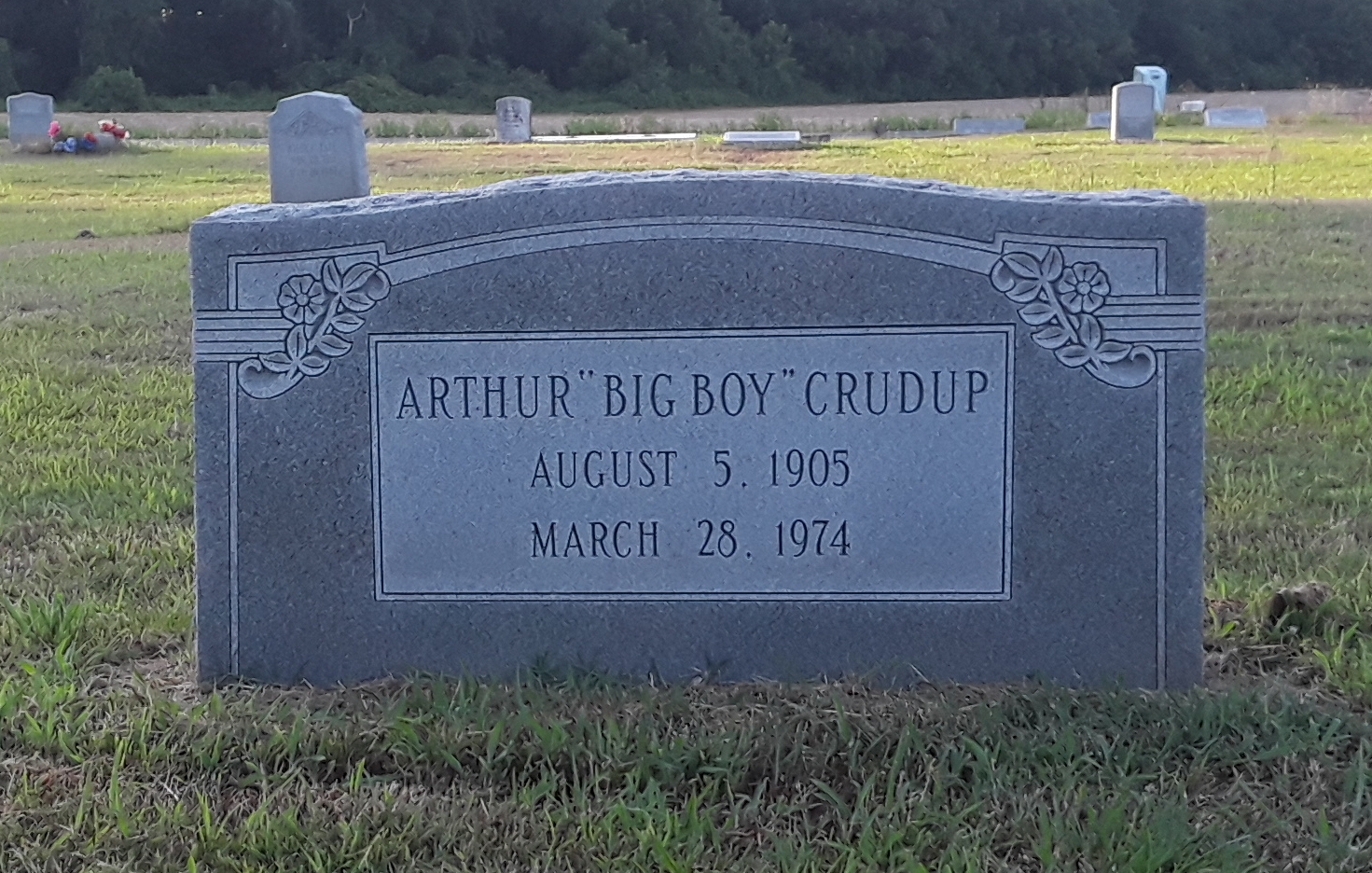
Graf van Crudup, in Franktown, Virginia

Crudup stierf aan complicaties van hartziekten en diabetes in het Nassawadox-ziekenhuis in Northampton County, Virginia, op 28 maart 1974, vier jaar na de mislukte royalty-schikking.
Er was enige verwarring over de overlijdensdatum vanwege het gebruik van verschillende namen, waaronder die van zijn broers en zussen.

## Nalatenschap
Crudup is onderscheiden met een marker op de Mississippi Blues Trail, in de buurt van Forest. Elvis Presley erkende het belang van Crudup voor rock 'n' roll toen hij zei: "Als ik enige ambitie had, dan was het net zo goed worden als Arthur Crudup".
Een van de experts die Crudups "That's All Right" als het "eerste rock-'n-roll-nummer" beschouwde, is de rockhistoricus Joseph Burns van de Southeastern Louisiana University. Hij voegt eraan toe dat "dit nummer de allereerste gitaarsolo-break ooit zou  bevatten". Een andere bron is even definitief en stelt dat de opname "een overtuigende koploper is voor de ground zero van rock 'n' roll".
In een artikel uit 2004 in The Guardian wordt gesteld dat Presleys versie niet een van de eerste rock-'n-roll-platen was, maar gewoon een van 'de eerste blanke artiesteninterpretaties van een geluid dat al bijna tien jaar eerder door zwarte muzikanten was ingeburgerd'. ...] een rauwe, voortdrijvende, naamloze variant van ritme en blues".
De Blues Hall of Fame verklaarde dat Crudup "bekend werd als 'The Father of Rock 'n' Roll' nadat Elvis Presley drie van zijn nummers had opgenomen", maar voegt eraan toe dat "Crudup een klassiek slachtoffer was van uitbuiting in de muziekindustrie, en ondanks het commerciële succes van zijn muziek, hij zelfs nooit in staat was zijn familie te onderhouden met zijn muziek". The Hall citeert Presley die zei: 'In Tupelo, Mississippi, hoorde ik de oude Arthur Crudup op een doos slaan zoals ik nu doe, en ik zei dat als ik ooit op de plek zou komen waar ik de hele oude Arthur voelde, ik 'een muzikant zou zijn zoals niemand ooit heeft gezien'.

## Discografie

### Solo-albums
- Mean Ol' Frisco ( Vuur, 1962)
- Crudup's Mood ( Delmark, 1969)
- Look on Yonder's Wall (Delmark, 1969)
- Roebuck Man ( United Artists Records, 1970)

### Samenwerkings albums
- Sunny Road, met Jimmy Dawkins en Willie Smith (Delmark, 1969)
- Arthur "BigBoy" Crudup Meets the Master Blues Bassists, met Willie Dixon en Ransom Knowling (Delmark, 1994)

### Compilatie albums
- The Father of Rock and Roll (RCA, 1971)
- Give Me a 32-30 (Crown Prince, 1982)
- Star Bootlegger (Krazy Kat, 1982)
- I'm in the Mood (Krazy Kat, 1983)
- Crudup's Rockin' Blues (RCA, 1985)
- Shout Sister Shout! (Bullwhip, 1987)
- That's All Right Mama (Matchbox, 1989)
- The Father of Rock and Roll (Blues Encore, 1992)
- That's All Right Mama (BMG, 1992)
- Complete Recorded Works, vols. 1–4 (Document, 1993)
- Rock Me Mama (Orbis, 1993)
- That's Alright Mama (Laserlight, 1995)
- Crudup's After Hours (History, 1996)
- The Complete Arthur "Big Boy" Crudup, vols. 1 and 2 (Jazz Tribune, 1997)
- After Hours (Camden, 1997)
- Cool Disposition (Catfish, 1999)
- Dirt Road Blues (Past Perfect Silver Line, 2000)
- The Essential Arthur Crudup (Document, 2001)
- Blues Legends (Rainbow, 2002)
- Everything's Alright (Our World, 2002)
- Crudup's After Hours (Past Perfect Silver Line, 2002)
- Rock Me Mama (Tomato, 2003)
- The Father of Rock 'n' Roll (Wolf, 2003)
- Rock Me Mamma: When the Sun Goes Down, vol. 7 (RCA, 2003)
- The Story of the Blues (Archive Blues, 2004)
- Too Much Competition (Passport, 2006)
- Gonna Be Some Change (Rev-Ola, 2008)
- My Baby Left Me: The Definitive Collection (Fantastic Voyage, 2011)
- The Blues (Fuel, 2012)
- Sunny Road (Delmar, 2013)

### Hitsingles
| 1945 | "Rock Me Mamma"             | – | 3 |
| 1945 | "Who's Been Foolin' You"    | – | 5 |
| 1945 | ""Keep Your Arms Around Me" | – | 3 |